# La Rivière écarlate
Pour plus de détails, voir Fiche technique et Distribution.
La Rivière écarlate (titre original : King of the Pecos) est un film américain réalisé par Joseph Kane, sorti en 1936.

## Synopsis
Dix ans après que ses parents ont été tués pour ne pas avoir voulu céder leur propriété à Alexander Stiles, John Clayborn revient après avoir fait des études de droit dans le but de défendre légalement ses intérêts et ceux d'autres petits propriétaires grugés par ce même Stiles. Mais il va être finalement obligé de régler cela par les armes.

## Fiche technique
- Titre : La Rivière écarlate
- Titre original : King of the Pecos
- Réalisation : Joseph Kane
- Scénario : Bernard McConville, Dorrell McGowan, Stuart E. McGowan
- Photographie : Jack A. Marta
- Montage : Lester Orlebeck
- Musique : Mischa Bakaleinikoff, Arthur Kay, Hugo Riesenfeld, Milan Roder
- Direction musicale : Lee Zahler, chef d'orchestre
- Son : Terry Kellum
- Producteur : Trem Carr[1]
- Producteur délégué : Nat Levine[2]
- Société de production : Paul Malvern Productions[1]
- Société de distribution : Republic Pictures (États-Unis), Empire Films Ltd. (Canada), British Lion Film Corporation (Royaume-Uni)
- Pays d'origine :  États-Unis
- Langue originale : anglais américain
- Format : Noir et blanc — 35 mm — 1,37:1 — Son : Mono (RCA Victor High Fidelity Sound System)
- Genre : Western
- Durée : 54 minutes
- Date de sortie : 
  - États-Unis : 9 mars 1936
  - Canada : 29 mai 1936 (Winnipeg, Manitoba, première)
  - Royaume-Uni : 28 janvier 1937 (Londres, première) | février 1937 (sortie nationale)

## Distribution
- John Wayne : John Clayborn
- Muriel Evans : Belle Jackson
- Cy Kendall : Alexander Stiles
- Jack Clifford : Ash, l'homme de main de Stiles
- Arthur Aylesworth : Hank Mathews
- Herbert Heywood : Josh Billings
- J. Frank Glendon : Brewster, l'avocat
- Edward Hearn : Eli Jackson
- John Beck : Clayborn, le père de John
- Mary MacLaren : Mme Clayborn, la mère de John
- Bradley Metcalfe : John, enfant
- Yakima Canutt : Pete Smith